# Tazza da cappuccino

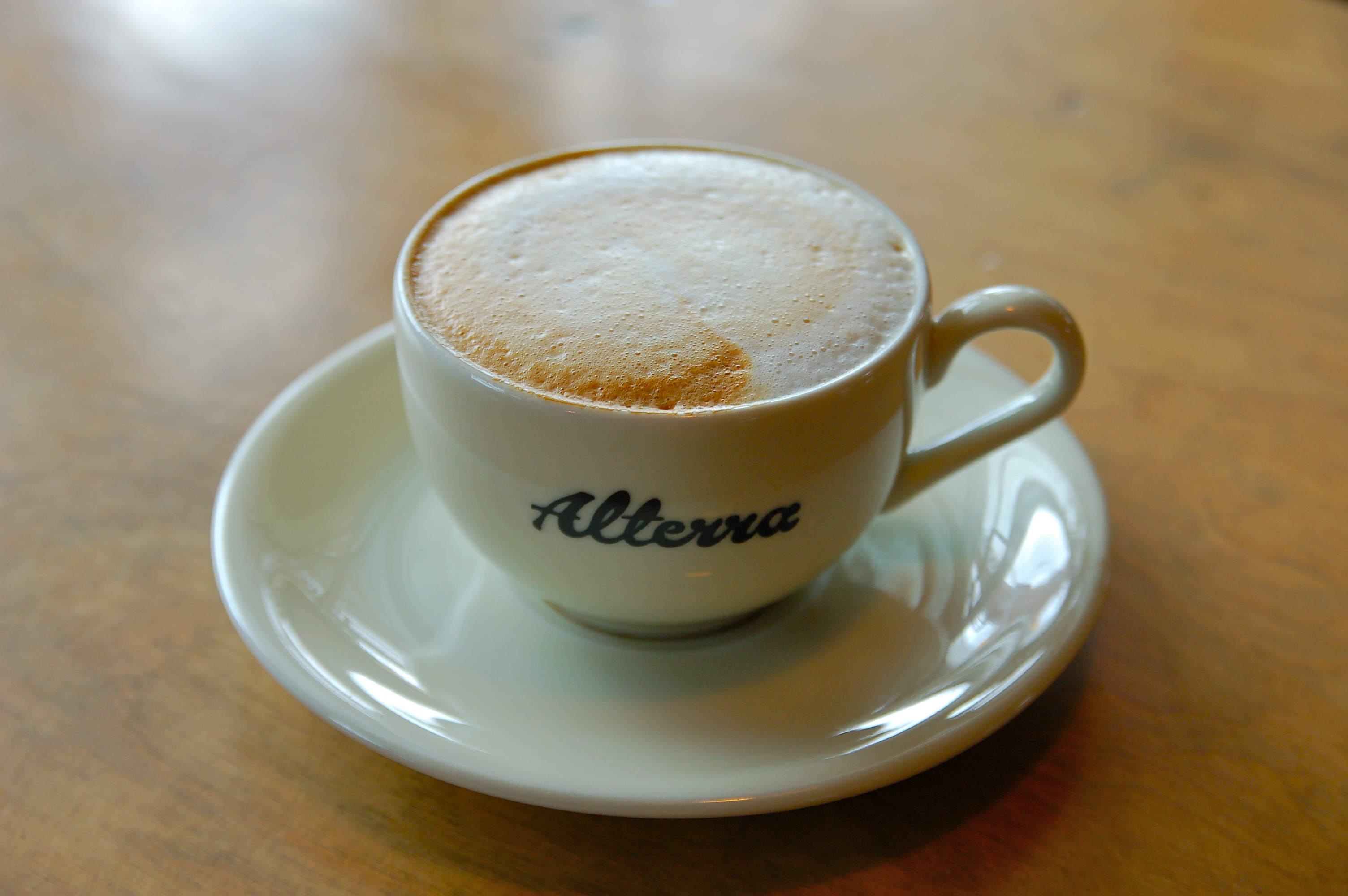
Tazza da cappuccino

La tazza da cappuccino è un tipo di tazza che si usa nei bar per servire il cappuccino. 

## Caratteristiche
Le caratteristiche della tazza da capuccino sono:
- dimensione: misura medio-piccola, panciuta, con un solo manico ad ansa, corredata di piattino;
- capacità: da 150 a 160 millilitri;[1][2]
- materiale: realizzata con porcellana di grosso spessore per non disperdere il calore, viene tenuta in caldo sopra la macchina del caffè. Solitamente è monocolore bianca, beige o con il logo della ditta fornitrice del caffè.

Differisce da una tazza da tè per la dimensione leggermente più piccola, lo spessore maggiore e per la collocazione (non è una stoviglia casalinga e non la si trova in nessun servizio).